# Chiesa di San Pietro di Castello

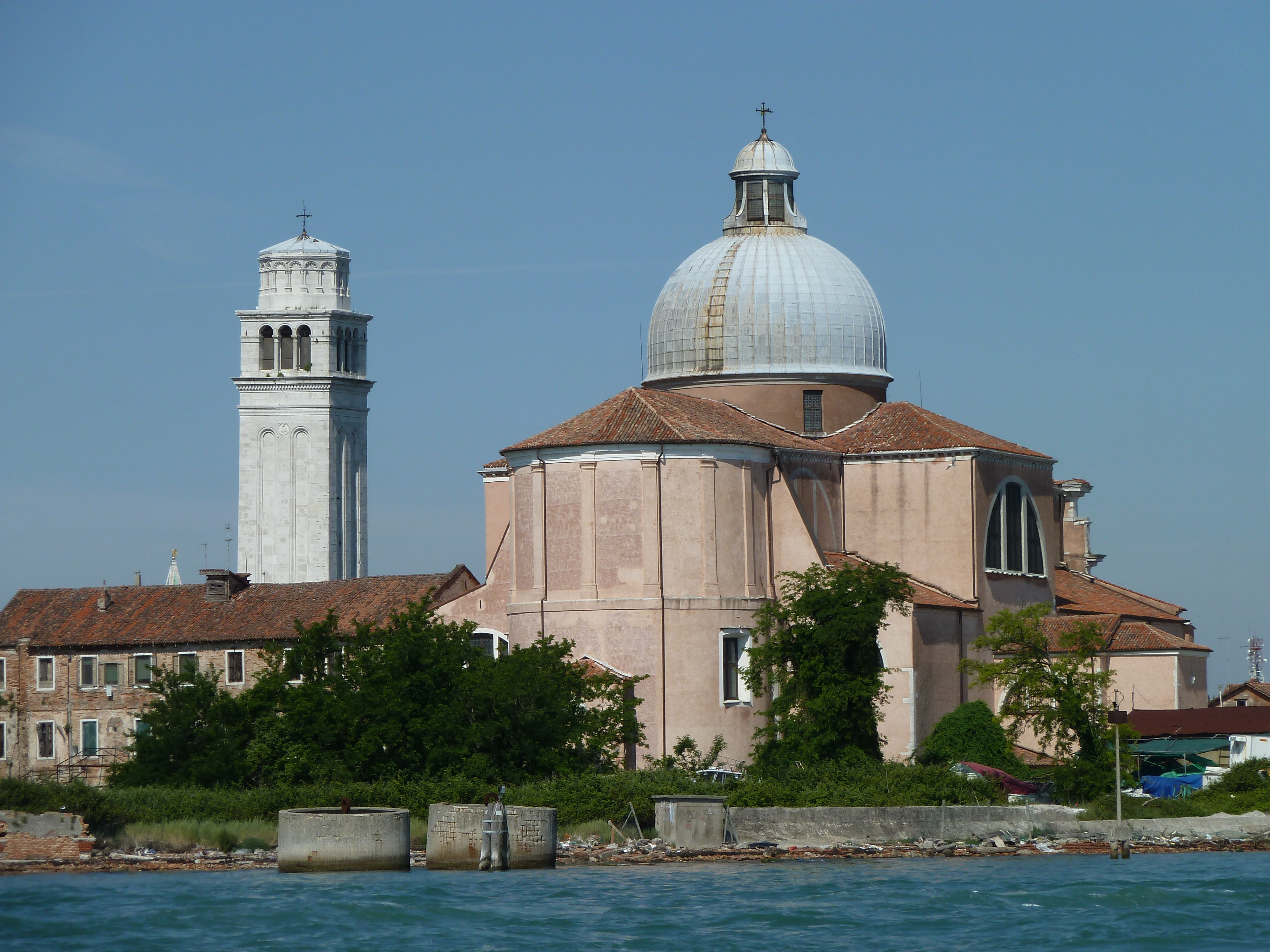
Chiesa di San Pietro di Castello

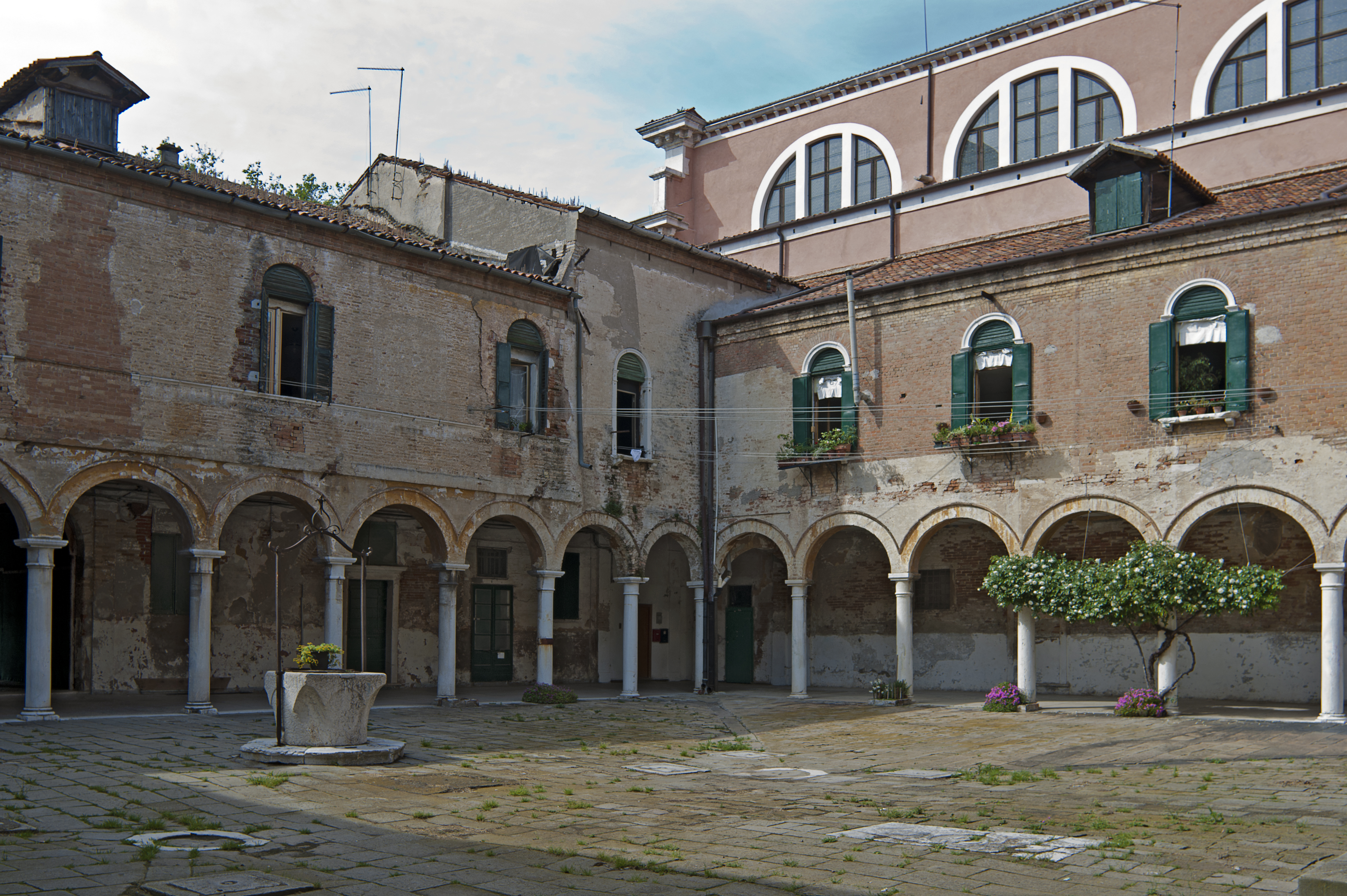
Het oorspronkelijke klooster, later kruitfabriek.

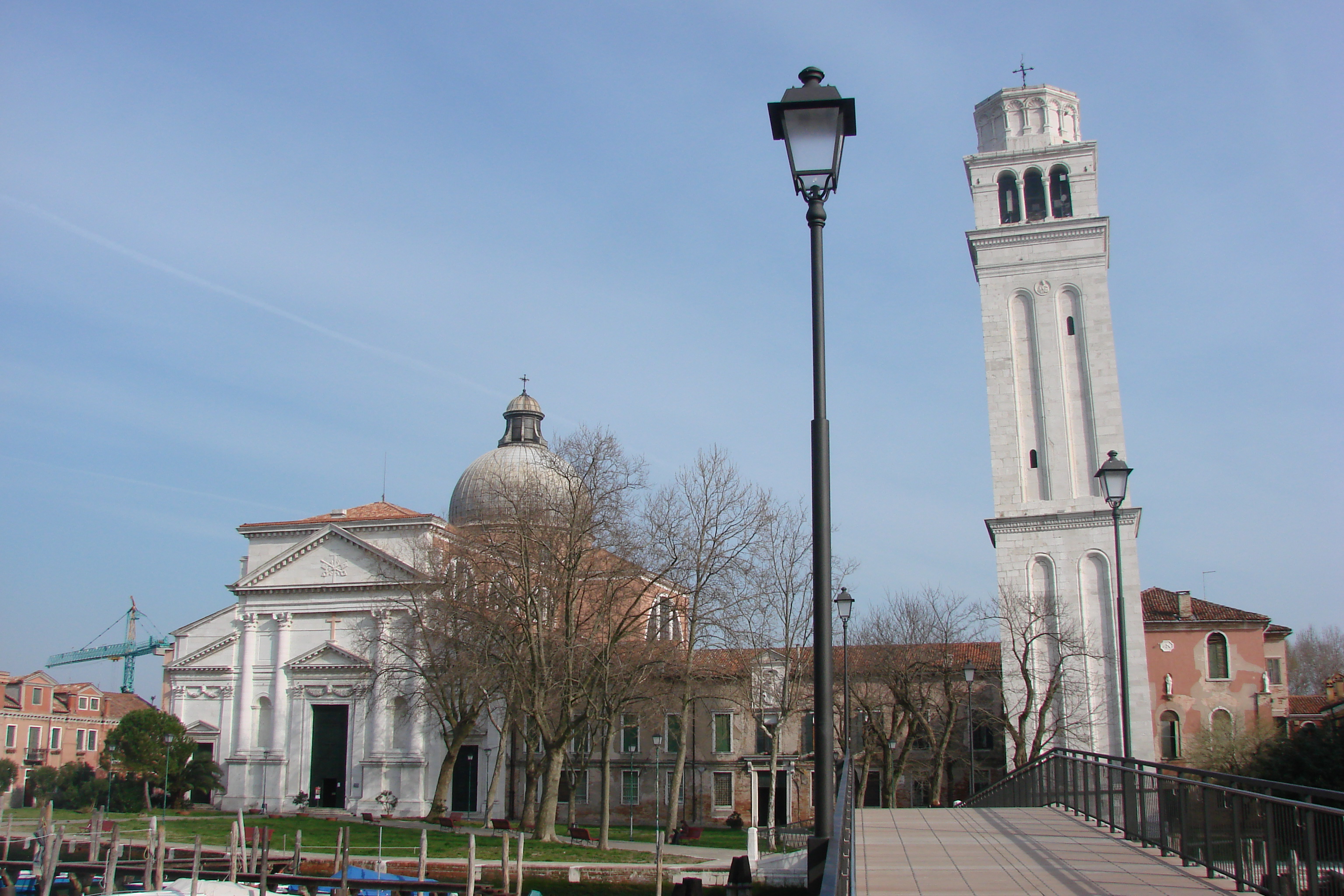
Kerk en campanille

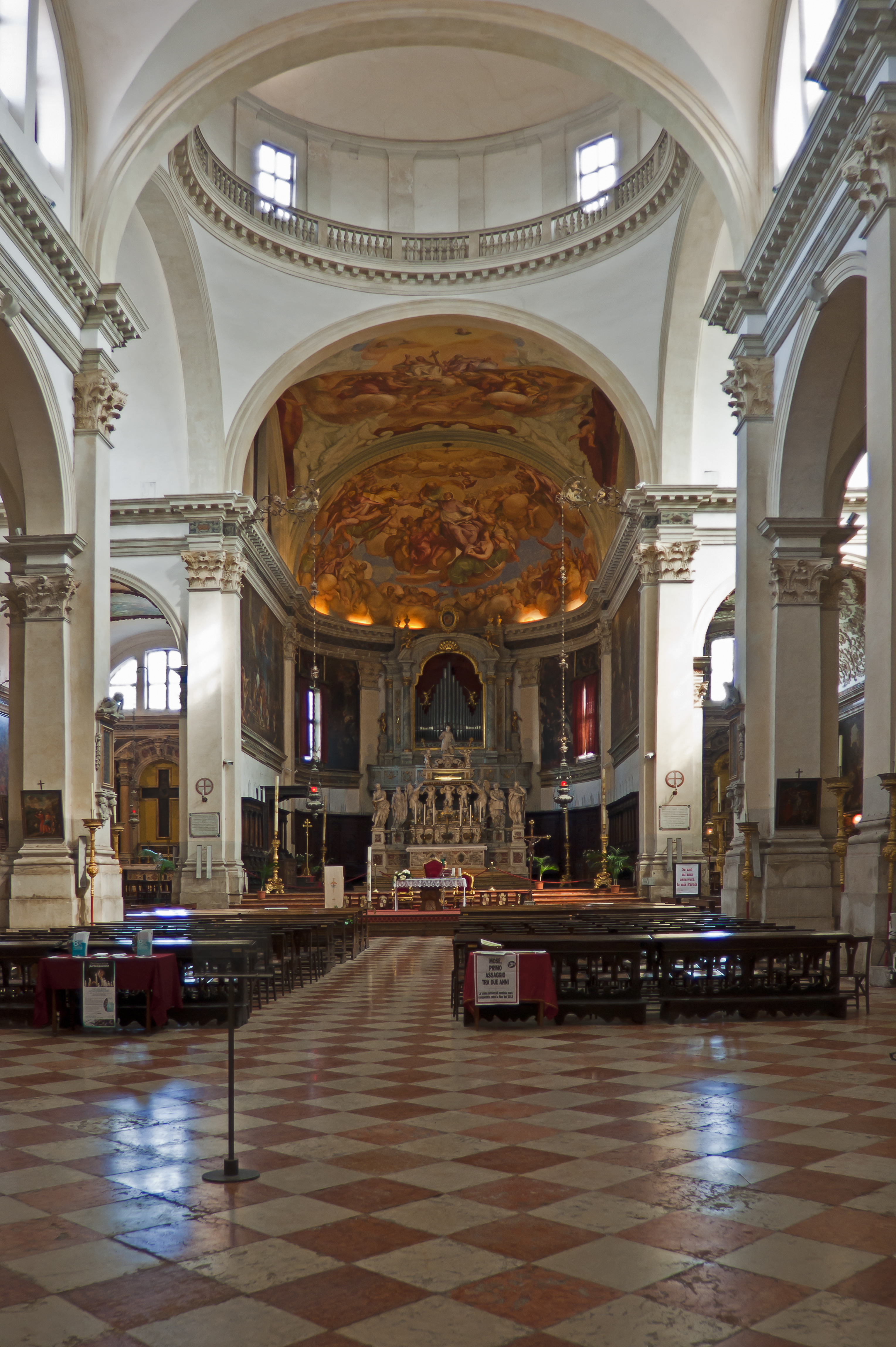
Interieur

De Chiesa di San Pietro di Castello is een katholieke kerk in de sestiere Castello in de Noord-Italiaanse stad Venetië.

## Geschiedenis
De Chiesa di San Pietro di Casttelo is van groot belang in de geschiedenis van Venetië. De kerk ligt op het vroegere eiland Olivolo, dat nu een deel van Castello is. Hier waren de eerste nederzettingen en het eerste religieuze, politieke en economisch centrum van Venetië. De eerste kerk was gewijd aan de Byzantijnse heiligen Sergius en Bacchus en dateert uit de zevende eeuw. Ze is herbouwd in 817-841. De huidige nieuwe kerk is gewijd aan de apostel Petrus.
Historisch is de kerk de zetel van het bisdom Venetië en droeg ze dus de titel van kathedraal. Deze was het spirituele en bestuurlijke centrum van het religieuze Venetië. In 1451 kon de dogestad de titel van het patriarchaat Grado overnemen en werd haar bisschop dus patriarch van Venetië, met zetel in de San Pietro in Castello.
Met de val van de Republiek Venetië was er geen staatsgodsdienst meer. In 1807 werd op verzoek van keizer Napoleon Bonaparte de patriarchale zetel overgebracht naar Basilica di San Marco, die tot dan slechts de huiskapel van de Doge was. Met de overdracht van de bisschoppelijke zetel werd het klooster naast de kerk omgetoverd tot een kruitfabriek op last van Eugène de Beauharnais, de onderkoning van Italië.
Het huidige uitzicht van het gebouw is het resultaat van de werkzaamheden uitgevoerd tussen het einde van de zestiende en de eerste decennia van de zeventiende eeuw. De gevel werd ontworpen door Francesco Smeraldi op basis van een eerder ontwerp van Andrea Palladio uit 1556. Ook de binnendecoratie is een postume en nog aangepaste creatie van Palladio.
Tijdens de Eerste Wereldoorlog werd de koepel van de kerk tweemaal getroffen door Oostenrijkse vliegtuigbrandbommen. 

## Buitenkant
Het grondplan van het gebouw zoals nu te zien dateert uit 1120, jaar waarin de oude kerk van 841 vernietigd werd door een brand. Het gebouw bestaat uit drie beuken met een driedelige gevel en ronde apsissen.
Aan de zijkant stond ooit de doopkapel van San Giovanni Battista, die nu verloren is. De huidige gevel is gebaseerd op de plannen van Andrea Palladio uit 1568, maar de plannen werden toch niet volledig gerespecteerd. De driedelige gevel bevat een centraal fronton ondersteund door vier zuilen. Alles is versierd met een bas-reliëf door beeldhouwer Marsili. De stijl kan omschreven worden als klassiek.
De Campanille, begonnen in 1463, werd beschadigd door de bliksem en herbouwd in 1482 door Mauro Codussi. Het geheel is bedekt met Istrische steen en is het eerste renaissancewerk in zijn soort in Venetië. De oorspronkelijke koepel werd vervangen door een veelhoekige spits.

## Binnenkant
Het grondplan van de kathedraal heeft de vorm van een Latijns kruis, verdeeld in drie beuken en bekroond met een enorme koepel.
De binnendecoratie is uit de 17de eeuw, gerealiseerd na de brand die het meubilair en de schatten van de oude kerk verwoestte. Het hoogaltaar, ingelegd met veelkleurig marmer, is gebouwd in 1649 naar een ontwerp van Baldassare Longhena. Het bevat een urn waarin de resten van de eerste patriarch van Venetië, San Lorenzo Giustiniani, zijn geplaatst. Diens beeld en de overige sculpturen van het altaar zijn het werk van Josse de Corte. Meesterwerken in de kerk zijn voorts De straf van de slangen van Pietro Liberi (1660) en het unieke grote houten kruis met koper in reliëf. Het is een mix van Romeins-Byzantijnse onderdelen uit de veertiende eeuw. 
In de rechterzijbeuk staat de Troon van Sint-Pieter. Volgens de legende behoorde deze toe aan de apostel Petrus toen hij bisschop van Antiochië was en is hij gebruikt om de Heilige Graal naar Europa te smokkelen. Het marmeren kunstwerk dateert uit de dertiende eeuw en heeft als rug een grafstèle met Arabisch-islamitische motieven en twee soera's uit de Koran. 
Van groot belang zijn ook de kapellen voor Vendramin en Lando in het noordelijk transept, het eerste werk van Baldassare Longhena. De eerste kapel bevat een prachtige Madonna met kind geschilderd door Luca Giordano (1650). In de Landokapel is er een laatgotisch, met mozaïek bezet altaarstuk van Arminio Zuccato. Het orgel uit de 18de eeuw is van de beroemde Dalmatische kunstenaar Pietro Nachin.

## Voetnoten
1. ↑  Luc Verhuyck, Venezia. Een anekdotische reisgids, 2011, p. 456. ISBN 9789025368159